# نیکو جونز
نیکو جونز (انگلیسی: Nico Jones؛ زادهٔ ۳ فوریهٔ ۲۰۰۲) بازیکن فوتبال اهل جمهوری ایرلند است.
از باشگاه‌هایی که در آن بازی کرده‌است می‌توان به باشگاه فوتبال فولام اشاره کرد.
وی همچنین در تیم ملی فوتبال زیر ۱۸ سال جمهوری ایرلند بازی کرده‌است.